# 기사본말체
기사본말체(紀事本末體)는 역사를 사건별로 나누어 관련 내용을 모아 서술하는 한자 문화권의 역사 서술법이다. 어떤 일의 원인과 발단, 전개과정, 후에 미친 영향까지 일관되게 서술하기 때문에 사건을 체계적으로 기술할 수 있다는 장점이 있다. 송나라의 원추(袁樞)가 『자치통감(資治通鑑)』의 기사를 개편한 『통감기사본말(通鑑紀事本末)』을 편찬한 데서 비롯되었다. 송 이후 각 왕조의 역사에도 이 방식이 적용되어 금나라에 이르기까지 9왕조의 기사본말이 있으며, 한국에서는 연려실기술이 대표적인 기사본말체 역사서이다.

## 같이 보기
- 편년체
- 기전체
- 강목체